# Abuná (rijeka)
Abuná (špa. Rio Abuná, por. Rio Abunã) je rijeka u Južnoj Americi lijeva pritoka rijeke Madeire. Abuná nastaje spajanjem nekoliko potoka u peruanskom dijelu Anda, čini granicu između Brazila i Bolivije, te se nakon 375 km ulijeva u rijeku Madeiru. Na mjestu ušća nalaze se gradovi Manoa i Abunã, a rijeka je plovna oko 320 km.

## Vanjske poveznice
|  | Zajednički poslužitelj ima još gradiva o temi Abuná (rijeka) |